# Уруст (община)
Община Уруст (на шведски: Orusts kommun) е разположена в лен Вестра Йоталанд, югозападна Швеция с обща площ 393 km2 и население 15 036 души (към 31 декември 2013). Административен център на община Уруст е град Хенон.